# بيل شرودر (لاعب كرة قدم أمريكية)
بيل شرودر (بالإنجليزية: Bill Schroeder)‏ هو لاعب كرة قدم أمريكية أمريكي، ولد في 9 يناير 1971 في يو كلير في الولايات المتحدة.

## وصلات خارجية
- بيل شرودر على موقع مرجع كرة القدم المحترفة.كوم (الإنجليزية)